# Labrossyta cinctipes
Labrossyta cinctipes är en stekelart som först beskrevs av Tosquinet 1896.  Labrossyta cinctipes ingår i släktet Labrossyta och familjen brokparasitsteklar. Inga underarter finns listade i Catalogue of Life.